# دانيال س. دروكير
دانيال س. دروكير (بالإنجليزية: Daniel C. Drucker)‏ هو مهندس ميكانيك وأستاذ جامعي ومهندس أمريكي، ولد في 3 يونيو 1918 في نيويورك في الولايات المتحدة، وتوفي في 1 سبتمبر 2001 في غينزفيل في الولايات المتحدة.

## وصلات خارجية
- دانيال س. دروكير على موقع إن إن دي بي (الإنجليزية)